# تاکانوری کونو
تاکانوری کونو (انگلیسی: Takanori Kono؛ زادهٔ ۷ مارس ۱۹۶۹) اسکی‌باز اهل ژاپن است.